# Nghiệm pháp dây thắt
Nghiệm pháp dây thắt (tourniquet test) là nghiệm pháp dùng để kiểm tra và đánh giá sức bền thành mạch, chủ yếu là mao mạch. Đây là một phương pháp chẩn đoán lâm sàng để xác định xu hướng xuất huyết của bệnh nhân. Nghiệm pháp được sử dụng để xác định tình trạng giảm tiểu cầu.
Xét nghiệm này là một phần trong quy trình chẩn đoán bệnh sốt xuất huyết Dengue của WHO. Sử dụng băng đo huyết áp, duy trì áp lực ở trị số trung bình của huyết áp tâm thu và tâm trương tối thiểu 10 phút. Quan sát mặt trước cánh tay và cẳng tay phần dưới dây thắt. Nghiệm pháp dương tính nếu có hơn 10 đến 20 chấm xuất huyết trên mỗi inch vuông. Quy ra 1cm2:
- 5-9 nốt/1cm2: nghi ngờ/ dương tính (+)
- 10-19 nốt/1cm2: dương tính (++)
- > 19 nốt/1cm2: dương tính (+++)

## Hạn chế
Một số nghiên cứu đã chỉ ra rằng nghiệm pháp dây thắt không có độ đặc hiệu cao. Các yếu tố nhiễu là phụ nữ đang trong thời kỳ tiền kinh nguyệt, sau kỳ kinh nguyệt và không sử dụng hormone, hoặc những người có da bị tổn thương do ánh nắng mặt trời, vì tất cả các yếu tố trên đều làm giảm sức bền mao mạch. Tuy nhiên, nhiều nghiên cứu khác đã chỉ ra rằng nghiệm pháp dây thắt có độ đặc hiệu cao nhưng độ nhạy thấp. Do đó, việc sử dụng nghiệm pháp như một xét nghiệm chẩn đoán bệnh sốt xuất huyết đang bị nghi ngờ vì những người có kết quả nghiệm pháp âm tính vẫn có thể mắc bệnh sốt xuất huyết. Nghiệm pháp dây thắt không còn được sử dụng như một nghiệm pháp để sàng lọc bệnh sốt xuất huyết Dengue trong hướng dẫn mới nhất của WHO.